# Yoizuki
Lo Yoizuki (宵月? lett. "Luna al momento del vespro") è stato un cacciatorpediniere della Marina imperiale giapponese, decima unità della classe Akizuki. Fu varato nel settembre 1944 dal cantiere navale di Uraga ma, sotto bandiera nipponica, non partecipò ad alcuna azione di rilievo; dopo la fine della guerra passò all'Repubblica nazionalista cinese, che lo impiegò fino all'inizio degli anni sessanta prima di demolirlo.

## Servizio operativo e fato
Il cacciatorpediniere Yoizuki fu ordinato nell'anno fiscale edito dal governo giapponese nel 1941. La sua chiglia fu impostata nel cantiere navale della ditta Uraga, vicino a Tokyo, il 25 agosto 1943 e il varo avvenne il 25 settembre 1944; fu completato il 31 gennaio 1945. Il comando fu affidato al capitano di fregata Kotarō Nakao e la nave fu assegnata all'11ª Squadriglia cacciatorpediniere, dipendente dalla Flotta Combinata e demandata all'addestramento delle nuove unità in tempo di guerra.
Già il 10 febbraio il comandante Nakao fu rimpiazzato dal capitano di fregata Masami Araki, che continuò a occuparsi della preparazione dell'equipaggio e della messa a punto finale; sei giorni dopo diresse la nave in un'azione contraerea nel porto di Yokosuka. Trasferitosi a Kure, lo Yoizuki continuò nell'addestramento nella relativa sicurezza del Mare interno di Seto fino al 25 maggio, quando fu assegnato alla 41ª Divisione cacciatorpediniere già formata dai gemelli Fuyuzuki, Natsuzuki e Suzutsuki (quest'ultimo inutilizzabile per danni gravi); il reparto era inquadrato nella 31ª Squadriglia di scorta, ai diretti ordini della Flotta Combinata. In questa prima metà dell'anno lo Yoizuki era stato rapidamente dotato di altre venti bocche da fuoco da 25 mm, tutte su affusti singoli sul ponte di coperta, e quasi sicuramente aveva incrementato il carico utile di bombe di profondità a settantadue. Il 5 giugno, mentre usciva da Kure, urtò una mina che provocò solo danni contenuti, risolti in loco nei giorni seguenti. In ogni caso, il 2 agosto fu ormeggiato nel Mare interno, mimetizzato e ridotto di fatto a pontone d'artiglieria contraerea; una fonte parla di danni ricevuti il 24 luglio successivo, nel corso delle massicce incursioni aeronavali statunitensi su Kure e dintorni. Fu consegnato in agosto-settembre alle autorità d'occupazione statunitensi che provvidero a rimuovere ogni arma e attrezzatura militare e, il 5 ottobre successivo, fu depennato dai ruoli della Marina imperiale.
Lo Yoizuki fu subito riadattato per partecipare alla colossale opera di rimpatrio di militari e civili giapponesi, sparpagliati in Asia orientale: fu destinato a tale compito già a poche settimane dalla conclusione della guerra, che ebbe però una formale sanzione soltanto il 1º dicembre, con la formazione del 2º ministero per la Smobilitazione che (pur con la supervisione americana) ebbe sotto di sé la responsabilità della buona riuscita dell'operazione. Nel frattempo le potenze vincitrici decisero il destino del cacciatorpediniere e dell'altro naviglio leggero giapponese catturato; la spartizione avvenne nel corso di quattro incontri al quartier generale dello SCAP: durante la terza riunione, del 15 agosto 1947, lo Yoizuki fu assegnato alla Repubblica nazionalista cinese in conto di riparazione di guerra. La cessione divenne effettiva il 29 e la nave fu indirizzata con un equipaggio misto a Shanghai, da dove i giapponesi furono riportati in patria. La Cina si trovava però in una grave situazione interna tra le distruzioni patite in dodici anni di guerra contro Tokyo, milioni di morti e il riaccendersi violento della guerra civile; perciò fu decisamente difficile rimettere in piena efficienza le ex unità giapponesi. Lo Yoizuki, ribattezzato Fen Yang, non rientrò in servizio e nel 1949 fu trainato a Formosa poco prima che Shanghai cadesse nelle mani dell'Esercito Popolare di Liberazione. La dirigenza nazionalista soppesò seriamente la possibilità di un completo raddobbo e riarmo in Giappone, sfruttando le giacenze di materiale bellico, ma il progetto non fu portato avanti. Il 1º ottobre di quell'anno fu ridotto a nave scuola statica, ruolo che rivestì fino alla radiazione avvenuta nel 1962; fu avviato subito dopo alla demolizione, completata l'anno seguente.